# Knivsta (gemeente)
Knivsta is een Zweedse gemeente in Uppland. De gemeente behoort tot de provincie Uppsala län. Ze heeft een totale oppervlakte van 296,9 km² en telde 16.217 inwoners (eind maart 2015).

## Plaatsen
- Knivsta (plaats)
- Alsike
- Vassunda
- Björksta
- Östunaby en Erkesberga
- Spakbacken
- Halmby
- Persborg
- Skäggesta
- Eda (Knivsta)

## Geboren in Knivsta
- Carl Milles (1875-1955), beeldhouwer

Älvkarleby · Enköping · Håbo · Heby · Knivsta · Östhammar · Tierp · Uppsala